# Alicia Baumert
Alicia Baumert est une archère française.

## Carrière
Aux Jeux mondiaux de 2025 à Chengdu, Alicia Baumert est médaillée d'or en arc nu.